# 民主变革 (巴拿马)
民主变革（Democratic Change） (Cambio Democrático) 是巴拿马一个中间偏右至右翼的右翼民粹主义政党。在2009年5月3日议会选举党赢得了23.4%的选票和78个席位中的14个。在2009年的总统选举中，该党领袖里卡多·马蒂内利以59.97%的选票当选当屆巴拿马总统。
1998年5月20日由里卡多·马蒂内利成立，2011年3月原爱国联盟党并入该党。主张成为一个福利国家，实行混合自由市场资本主义。